# Arctia medionigra
Arctia medionigra là một loài bướm đêm thuộc phân họ Arctiinae, họ Erebidae.